# Zakázané moře
Zakázané moře (čínsky v českém přepisu chaj-ťin, pchin-jinem hǎijìn, znaky 海禁) je označení politiky namířené proti svobodnému námořnímu obchodu uplatňované vládami říší Ming a Čching. Základem politiky byl zákaz nelicencovaného soukromého námořního obchodu se zahraničím, cílem byla stabilizace společnosti v duchu konfuciánských ideálů.
V říši Ming byl zákaz od roku 1371 vynucován po dvě století a stal se významnou součástí bezpečnostní politiky. Hrozby „Mongolů na severu a Japonců na jihu“ (pej-lu nan-wo, 北盧南倭; Japonci byli míněni piráti nazývaní tehdy wo-kchou, doslova „japonští bandité“) tehdy dominovaly politice vojenské i finanční. Politika zakázaného moře oslabovala vládu přesměrováním zdrojů na nekončící konflikt s obchodníky, poškozovala ekonomiku a omezovala potenciálně obrovský zdroj příjmů z prodeje čínského zboží, ve světě vysoce žádaného a ceněného. Úřady nebyly schopny zákaz prosadit, obchod se zmilitarizoval a pokračoval jako ilegální pašeráctví. Roku 1567 se mingská vláda politiky zakázaného moře vzdala, což přineslo značný nárůst obchodu a ekonomický rozvoj pobřežních oblastí země.
Ve druhé polovině 17. století byly zákazy námořního obchodu opakovány říší Čching. Motivovány byly zejména snahou o podlomení pozic Čeng Čcheng-kunga, mingského loajalisty ovládajícího části Tchaj-wanu, a jeho nástupců.

## V říši Ming

### Srovnání s minulostí
Zákaz soukromého zahraničního obchodu znamenal radikální odvrat od politiky minulých dynastií.
V předcházejících staletích představoval mezinárodní obchod významný zdroj vládních příjmů. Např. když za dynastie Tchang během Chuang-čchaova povstání rebelové roku 878 ohrozili Kanton, první ministr varoval císaře, že ztráta tamního Námořního obchodního úřadu způsobí vyprázdnění státní pokladny. Tehdy totiž příjem z námořního obchodu nebyl menší než příjem z letní a podzimní pozemkové daně. Za severních a jižních Sungů byl námořní obchod ještě významnější, v říši jižní Sung je příjem státu z námořního obchodu odhadován na 20 % státních příjmů (k roku 1128). Také jüanská vláda podporovala zahraniční obchod. Ale podle raně mingské vlády rozkvět mezinárodního obchodu v říši Jüan přispěl k rozkladu její moci a následnému pádu.

### Motivace zákazu
Iniciátorem zavedení zákazu byl první mingský císař Chung-wu. Po desetiletích ničivých válek (povstání rudých turbanů) se snažil obnovit řád a stabilitu ve společnosti. Jeho ideálem byla jednoduchá společnost založená na zemědělství, s nepočetným státním aparátem vybírajícím daně v naturáliích. Obchodníky, s jejich touhou po zisku, vnímal jako rozkladný element ve společnosti, kterou se snažil založit na konfuciánských ctnostech. Křiklavá majetková nerovnost, přinášející majetným politickou moc a nekontrolovatelnost, byla považována za destabilizující prvek společnosti. Proto bylo úkolem vlády bránění růstu majetkových rozdílů, které ale obchod naopak zvětšoval. Chung-wu z toho vyvodil závěr, že stabilitu společnosti nejlépe zajistí politikou „podpory zemědělství a potlačení obchodu“ (čung-nung i-šang). Zahraniční obchod byl extrémně výnosný, tedy i vysoce nebezpečný.
Protiobchodní politiku ovlivnilo též konfuciánské vyzvedávání pojmu žen (humanita, lidskost, 仁), jednoho ze základních pojmů učení, jako protikladu nízké morálky, hrabivosti a korupce, ztotožňovaných s obchodem. Proto obchod neměl mít místo v zahraničních vztazích, které podle konfuciánů měly šířit morálku a lidskost mezi barbarské národy. Obchod založený na rovnosti stran byl konfuciánci navíc vnímán jako snižující Číňany na úroveň barbarů.
V antikomerčním naladění se první mingští vládci snažili distancovat ode všech korupčních (rozuměj obchodních) jednání a obchodování se zahraničím se snažili nahradit tributární výměnou, při které poselstva cizích vlád přinášela tribut (produkty své země) a mingský císař jim věnoval dary (čínské zboží a mince v odpovídající hodnotě), čímž se potvrdila nadřízenost Číny nad ostatními zeměmi. Mingské vládě přitom šlo hlavně o vyjádření poslušnosti a začlenění ostatních zemí do světového pořádku s mingským císařem v čele, nikoliv o hodnotu tributu.

### Zákaz soukromého zahraničního obchodu
Chung-wu zpočátku podporoval zahraniční obchod jako zdroj příjmů, ale záhy omezil kontakty se zahraničím a snažil se o kontrolu obchodu omezením na výměnu v rámci oficiálních misí. Kromě snahy o stabilitu státu hrála roli při omezování zahraničního obchodu i obava z odplynutí drahých kovů ze země.
Císař roku 1371 omezil obchod systémem licencí, úplný zákaz vývozu platil pro koně, zbraně, výrobky ze železa a mědi (zejména mince). Nepovolené aktivity byly trestány, vážná porušení zákonů zaplatili provinilci smrtí.
Císař také zakázal stavět lodě s dvěma nebo více stěžni, existující byly zničeny, přístavy zavaleny kameny a kládami. Export a import zboží byl zakázán a existující zboží zničeno. Pobřeží osazeno strážemi, předpokládalo se vybudování loďstva střežícího pobřeží a ve spolupráci s japonskou vládou zničení pirátů. Cíl všech opatření shrnovala věta „po moři nesmí plout ani kousek dřeva“. Svým poddaným císař zakazoval bez povolení vyplouvat na moře a stýkat se z cizinci. Zákazy byly zopakovány po deseti letech, roku 1381, a znovu v letech 1384, 1390, 1394 a 1397. Opakování zákazů svědčí o nízké míře jejich účinnosti.
Státem kontrolovaná tributární výměna byla Chung-wuem omezena na tři přístavy – Ning-po, Čchüan-čou a Kanton. Na 60 % objemu tributu tvořilo státní zboží, zbytek zaplnili soukromníci, kteří získali licence. Úřady určovaly množství, komodity i ceny zboží.
Tributární obchod se zněkolikanásobil za vlády císaře Jung-le (1402–1424). Mingská poselstva tehdy křižovala východní a jihovýchodní Asií, sedm výprav Čeng Chea doplulo zprvu do Indie, později i do Persie, Arábie a východní Afriky.
Jung-leho nástupci styky se zahraničím opět omezili. Nicméně vzhledem k velkému zájmu o čínské zboží i mince připlouvala větší poselstva než byly mingské úřady ochotny přijmout. Například Japonci přivezli roku 1433 2,6 tun mědi s očekáváním výměny za měděné mince, ale roku 1453 už 90 tun. Mingská vláda odmítla dodat požadované mince, kterých sama neměla nazbyt (po zastavení jejich výroby ve 30. letech 15. století), a vyplácela Japonce hedvábím či jiným zbožím a papírovými penězi, které ale byly jako bezcenné odmítány.

### Transformace společnosti
Kontrola zahraničního obchodu nebyla projevem obranářského izolacionismu, ale uváženou politikou a integrální součásti projektu výstavby nové společnosti. Tato politika zahrnovala prosazování státní ideologie (neokonfucianismu), decentralizaci pozemkového vlastnictví a systém drobných vlastníků, prosazování samozásobitelské ekonomiky, státní řízení průmyslu a potlačování obchodu. Vše bylo prováděno k tomu ustavenými institucemi, které se nicméně po století dostaly do rozkladu. Konfuciánské hodnoty byly zpochybňovány, pozemkové vlastnictví se koncentrovalo, státní průmysl ztratil efektivitu, soběstačnost se ukazovala býti nevýhodnou a zákaz zahraničního obchodu vyvolával pašeráctví spojené s násilím.
S rozpadem samozásobitelské ekonomiky rostl význam obchodu a trhu, společnost se stávala méně kontrolovanou státem a více tržně orientovanou. Postupně byly naturální daně a pracovní povinnosti převáděny na platby ve stříbře, k velké úlevě poplatníků i úřadů. Stříbro se stalo základem ekonomiky a rozložilo raně mingskou strukturu společnosti. Existující zákaz zahraničního obchodu se nyní jevil jako nepraktický, když bránil přílivu stříbra, kterého byl v zahraničí dostatek. Rodiny elity se koncem 15. století i přes oficiální zákaz zapojily do zámořského obchodu. Novou sociální realitu reflektovala i politika. Od konce 15. století byla politika zakázaného moře vynucována jen laxně, když podplacení úředníci tolerovali nedodržování zákonů.
Po století důrazu na potlačování obchodu se otevřelo množství příležitostí. Ve srovnání s obchodem bylo nyní zemědělství nezajímavé - neslibovalo zisky, v důsledku nízké návratnosti investic a vysoké daňové zátěže. Místo do půdy kapitálové toky směřovaly do komerce. Zdokonalený finanční systém a zvýšená škála vnitřního obchodu podpořila i zahraniční obchod. Ten od poloviny 15. století rostl, současně s ekonomickým rozmachem jihovýchodní Asie.
Změny ekonomiky přinesly i změny hodnot – oficiální konfuciánské doktríny. Např. Wang Jang-ming požadoval revizi konfuciánských zásad (říkal, že Cesta není soukromým majetkem Konfucia), odmítal bezvýhradné dodržování tradičních hodnot, a obhajoval právo lidí na následování svých zájmů. Li Č’ (1527–1602) tvrdil, že sledování vlastního zájmu je přirozené a není na něm nic špatného. Tyto názory převzali i vysoce postavení členové vlády jako Sü Ťie (1503–1583, první velký sekretář od 1562). Mentalita shora řízené stability byla nahrazena hospodařením orientovaným na zisk a kulturou orientovanou na jedince a individuální hodnoty. Nastoupil materialismus, pragmatismus a utilitarismus. Bohatí obchodníci byli ctěni, zatímco chudí učenci opovrhováni. Změnily se sociální normy, prosazoval se individualismus, nejdůležitější bylo získání bohatství projevované okázalou spotřebou, šetrnost byla nepopulární. V této společenské atmosféře byl zákaz zahraničního obchodu nesmyslný a nepřirozený.

### Zákaz v 16. století
Počátkem 16. století se v jihovýchodní Asii objevili Portugalci. Jejich pirátské řádění zde vyvolalo v prvních dvou desetiletích 16. století pokles obchodu a krizi. Od 20. let vzrostlo pirátství a pašeráctví i u čínských břehů. Mingské úřady na růst násilností reagovaly zostřením zákazů a tažením proti obchodníkům. Např. roku 1523 po boji mezi zástupci japonských rodů Hosokawa a Óuči v Ning-po mingské úřady veškeré kontakty s Japonci přerušily, roku 1525 čeťiangské úřady zničily všechny dvojstěžníky. Oživení obchodu jihovýchodní Asie po 20. letech bylo doprovázeno dalším vzestupem násilností a následně přísným vynucováním zákonů ze strany mingských úřadů. Vláda sáhla k demonstrativním popravám desítek pochytaných delikventů, ale podařilo se jí jen zatlačit obchodníky blíže k pirátům a zvýšit násilnost obchodu. Násilí dosáhlo vrcholu ve 40. a 50. letech 16. století, kdy nájezdy pirátů ničily pobřežní vesnice a města od Kuang-tungu po Šan-tung.
Neklidné situace na mořích východní Asie a zákazu přímých čínsko-japonských obchodních styků využili Portugalci, kteří od začátku 40. let 16. století převzali výnosnou roli prostředníků (od roku 1557 získali stálou základnu v Macau). Japonsko totiž bylo hladové po čínském zboží, zejména hedvábí, a mělo dostatek stříbra.

### Zrušení zákazu
Roku 1567 Tchu Ce-min, velký koordinátor (tj. guvernér) Fu-ťienu, inicioval zrušení zákazu soukromého námořního obchodu. Vláda jeho návrh přijala s platností od roku 1568. I nadále však nebyl povolen obchod s Japonskem. Zakázán byl i vývoz strategicky důležitých materiálů – síry, železa, mědi. Obchodníci museli mít licenci a museli se do roka z ciziny vrátit.
Zrušení politiky zakázaného moře přineslo rychlý růst obchodních aktivit. Současně se objevili noví zákazníci – po obsazení Filipín Španěly (ve 40. letech 16. století) vycítili Číňané příležitost zásobovat je vším potřebným, naopak od roku 1573 Španělé nakupovali čínské zboží za americké stříbro.

## V říši Čching
Po dobytí Číny Čchingy byla roku 1647 politika „zakázaného moře“ obnovena. Podnětem k potlačování námořního obchodu se stal boj s Čeng Čcheng-kungem, vojevůdcem věrným Mingům, který ovládal pobřeží Fu-ťienu a dobyl Tchaj-wan. Jeho moc byla založena na kontrole moře a námořního obchodu.
Od roku 1655, ve snaze o podlomení vlivu Čeng Čcheng-kunga, čchingská vláda v provincii Kuang-tung, a částečně i ve Fu-ťienu, Če-ťiangu, Ťiang-su a Šan-tungu vysídlila rolníky z 15–25 kilometrového pásu podél moře. Politika vysidlování byla zrušena roku 1669. Roku 1684 byla definitivně opuštěna i politika zakázaného moře.